# 中田昌宏
中田昌宏（1935年2月22日—2009年11月16日）為日本的棒球選手，出生於兵库县西宮市。他曾效力於日本職棒歐力士藍浪等隊伍，於1968年退休，生涯通算154支全壘打。